# Brdów

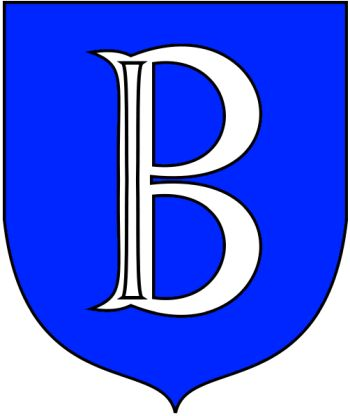
Dawny herb miejski Brdowa

Brdów – wieś w Polsce, administracyjnie w województwie wielkopolskim, w powiecie kolskim, w gminie Babiak. Kulturowo Brdów położony jest na pograniczu Kujaw i Wielkopolski; leży na Pojezierzu Kujawskim, na tzw. Kujawach Borowych, nad Jeziorem Brdowskim. Dawniej miasto: siedziba władz miejskich oraz wójtostwa brdowskiego. Prawa miejskie w latach 1436-1870; Miasto Królewskie Korony Królestwa Polskiego. W 1827 roku jako miasto rządowe Królestwa Kongresowego położone było w powiecie brzeskim, obwodzie kujawskim województwa mazowieckiego. 
W latach 1975–1998 administracyjnie Brdów należał do województwa konińskiego.
Lokalny ośrodek kultu religijnego i turystyki. Znajduje się tu kościół i klasztor oo. Paulinów – sanktuarium Matki Bożej Zwycięskiej.

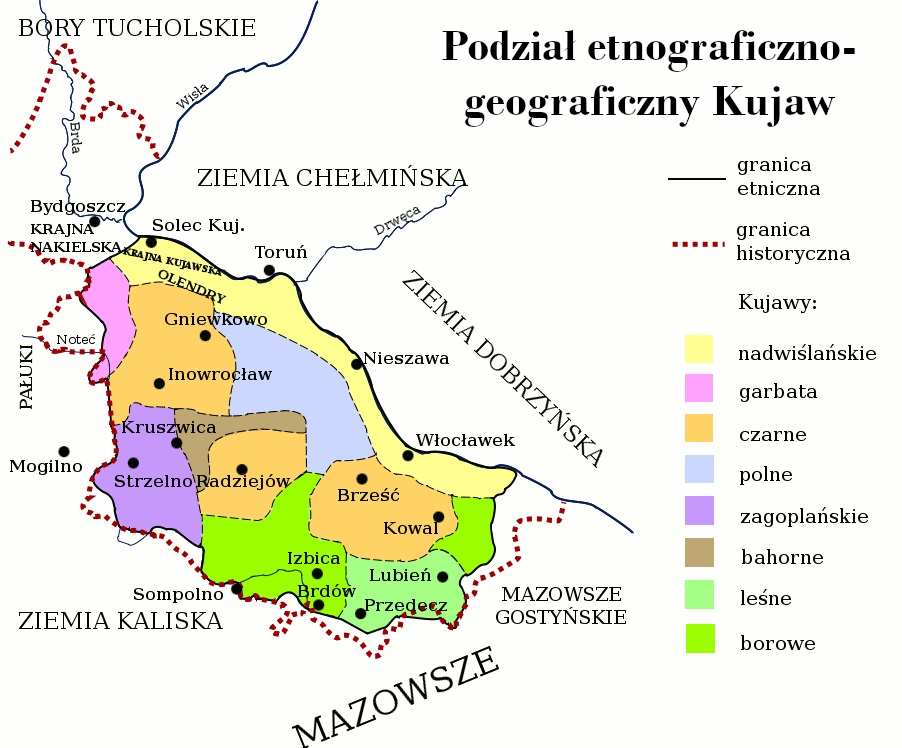
Brdów na mapie Kujaw

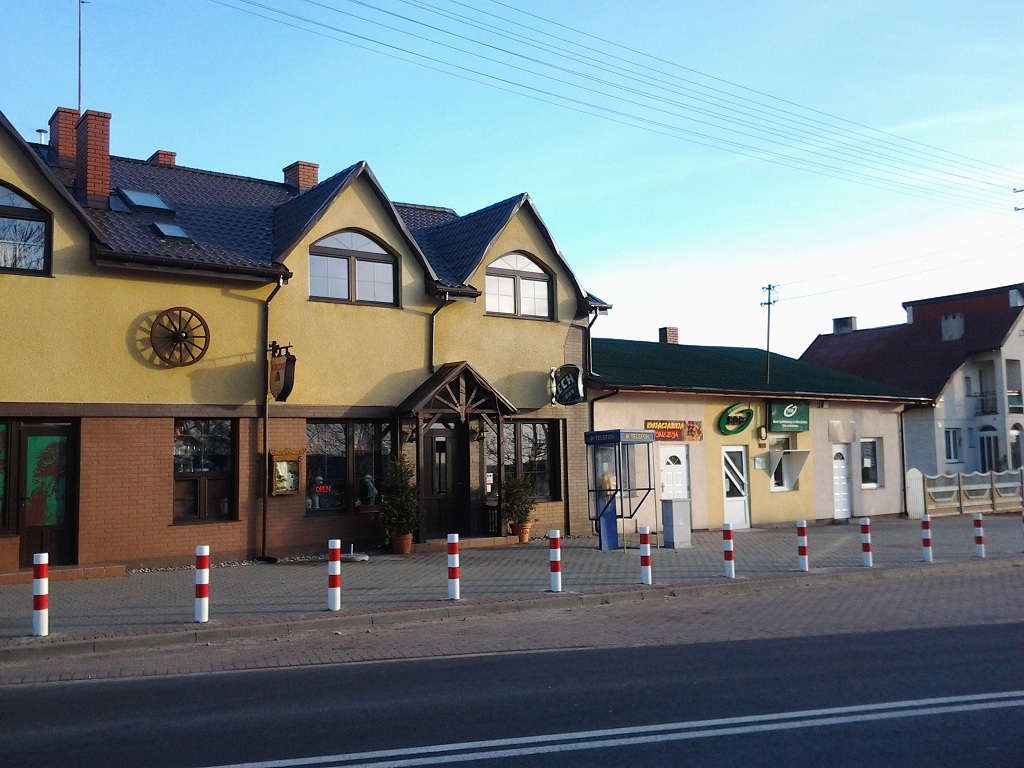
Fragment Rynku w Brdowie

| SIMC    | Nazwa              | Rodzaj    |
| ------- | ------------------ | --------- |
| 0280873 | Grądy Brdowskie    | część wsi |
| 0280850 | Kolonia od Babiaka | część wsi |
| 0280867 | Kolonia od Bugaja  | część wsi |
| 0280880 | Ostrowy Brdowskie  | część wsi |

## Transport i komunikacja
Miejscowość położona jest 20 km na północny wschód od Koła.
W Brdowie krzyżują się następujące drogi:
- wojewódzkie:
  - droga wojewódzka nr 270: Koło – Brdów – Izbica Kujawska – Lubraniec – Brześć Kujawski

Ponadto przez sołectwo Brdów przebiega 263: Słupca – Sompolno – Kłodawa – Dąbie
- lokalne:
  - Brdów – Modzerowo – Przedecz
  - Brdów – Modzerowo – Bierzwienna Długa
  - Brdów – Polonisz – Babiak
  - Brdów – Nowiny Brdowskie – Lipie Góry

Najbliższa stacja kolejowa mieści się w Babiaku, ok. 4 km na zachód od Brdowa.

## Powierzchnia sołectwa Brdów
- tereny zabudowane – 2,96 km²
- użytki rolne – 5,32 km²
- łącznie – 8,28 km²

## Demografia
Źródła
1946* – Dane szacunkowe
W skład sołectwa Brdów zaliczane są także przyległe kolonie: Ostrowy Brdowskie, Grądy Brdowskie, Kolonia od Bugaja, Kolonia od Babiaka. W 2021 podjęto działania na rzecz włączenia ich do Brdowa nadając nazwy ulic.

## Klimat
Brdów położony jest w centrum wielkopolskiej dzielnicy klimatycznej. Jest obszarem o bardzo małym opadzie rocznym ok. 502 mm, leży w krainie wiecznych wiatrów. Liczba dni z przymrozkami waha się od 50 do 75, temperatura całkowita 8,7 °C. Średnie miesięczne zachmurzenie wynosi 66%, najmniejsze w sierpniu 50% i w czerwcu 52%, a największe w listopadzie 82%.
Dane uzyskane ze stacji meteorologicznej w Kole wynosiły:
- średnia temperatura powietrza +8,7 °C
- średnia temperatura dla stycznia +1,4 °C
- średnia temperatura dla lipca +17,9 °C
- średnia wilgotność względna 81,2%
- roczna suma opadów 505,2 mm[12].

## Toponimia
Nazwa miejscowości zapewne wywodzi się od czasownika brodzić, związane jest to z położeniem osady na terenach podmokłych. W dawnych czasach Brdów otoczony był mokradłami do tego stopnia, że należało brodzić w wodzie, by dostać się do miasta. Takie położenie pełniło też funkcje obronne. Inne założenie sugeruje, że nazwa miejscowości może wywodzić się od starosłowiańskiego słowa brda, które w V wieku oznaczało wyżynę. Brdów jest położony na terenie polodowcowym, gdzie w krajobrazie dominują niewysokie wzgórza.
Pierwsze pisane źródła z 1136 roku określają miejscowość jako Brdovo lub Brdouo. Na Kujawach nazwy miejscowości kończyły się zazwyczaj na -owo.
W XIX wieku funkcjonuje nazwa Brdów, a także Brdowsk, czy w lokalnej gwarze kujawskiej Brudowo. W czasie okupacji niemieckiej w latach 1939–1945 nazwa miejscowości została zmieniona na Seestetten. Po II wojnie światowej wrócono do nazwy Brdów.

## Historia
Kalendarium Brdowa:
- Prahistoria:

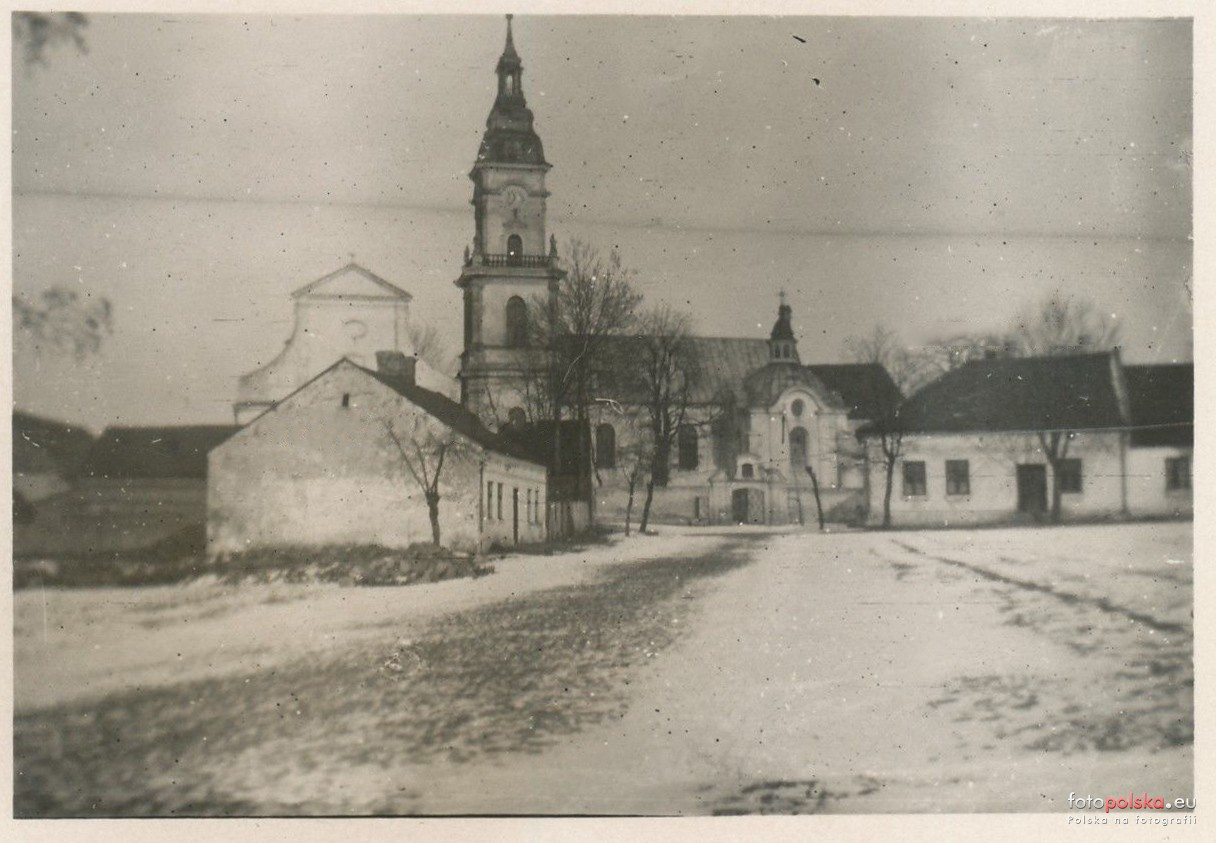
Centrum Brdowa w 1944

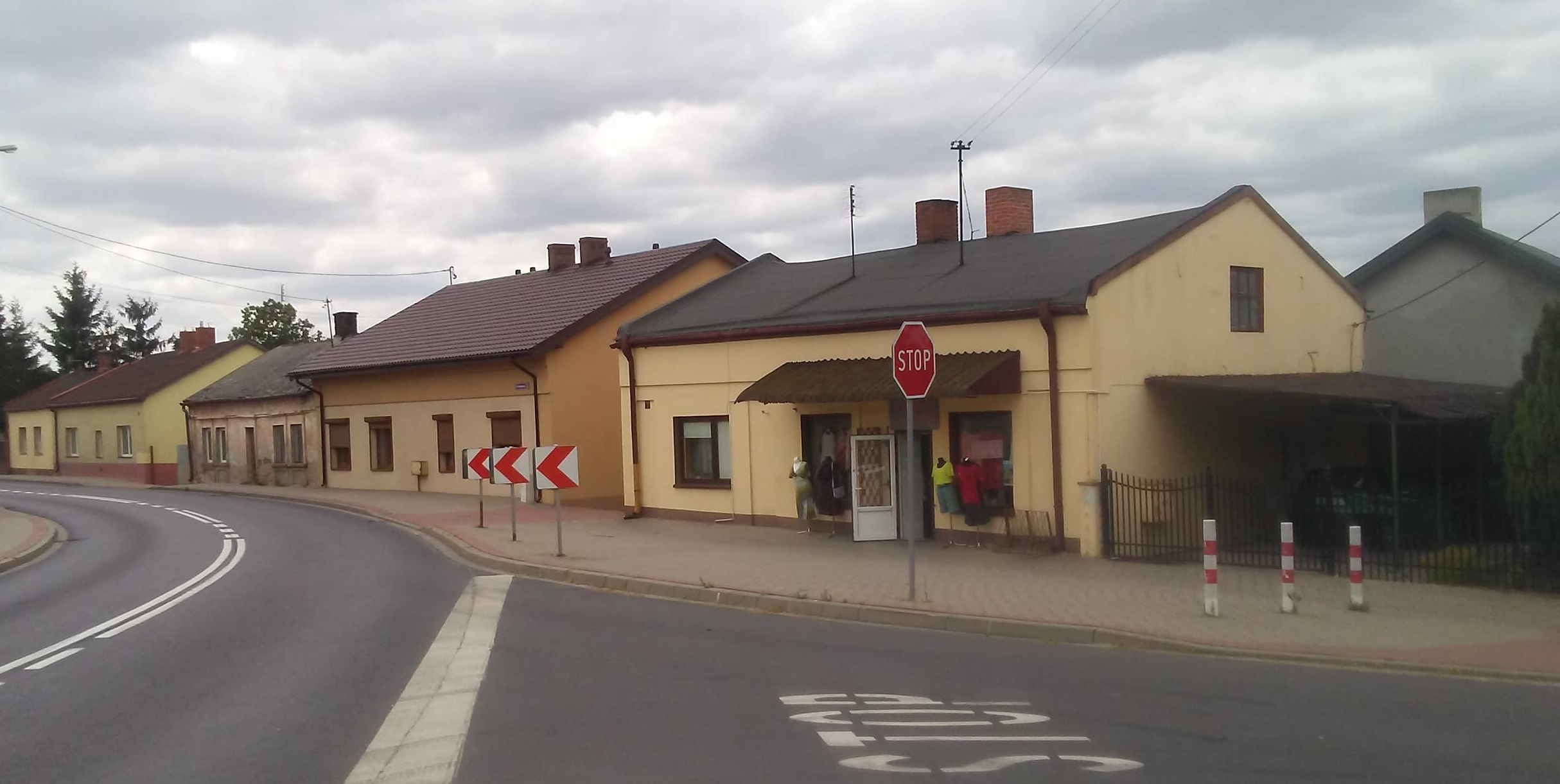
Zabudowa małomiasteczkowa w Brdowie

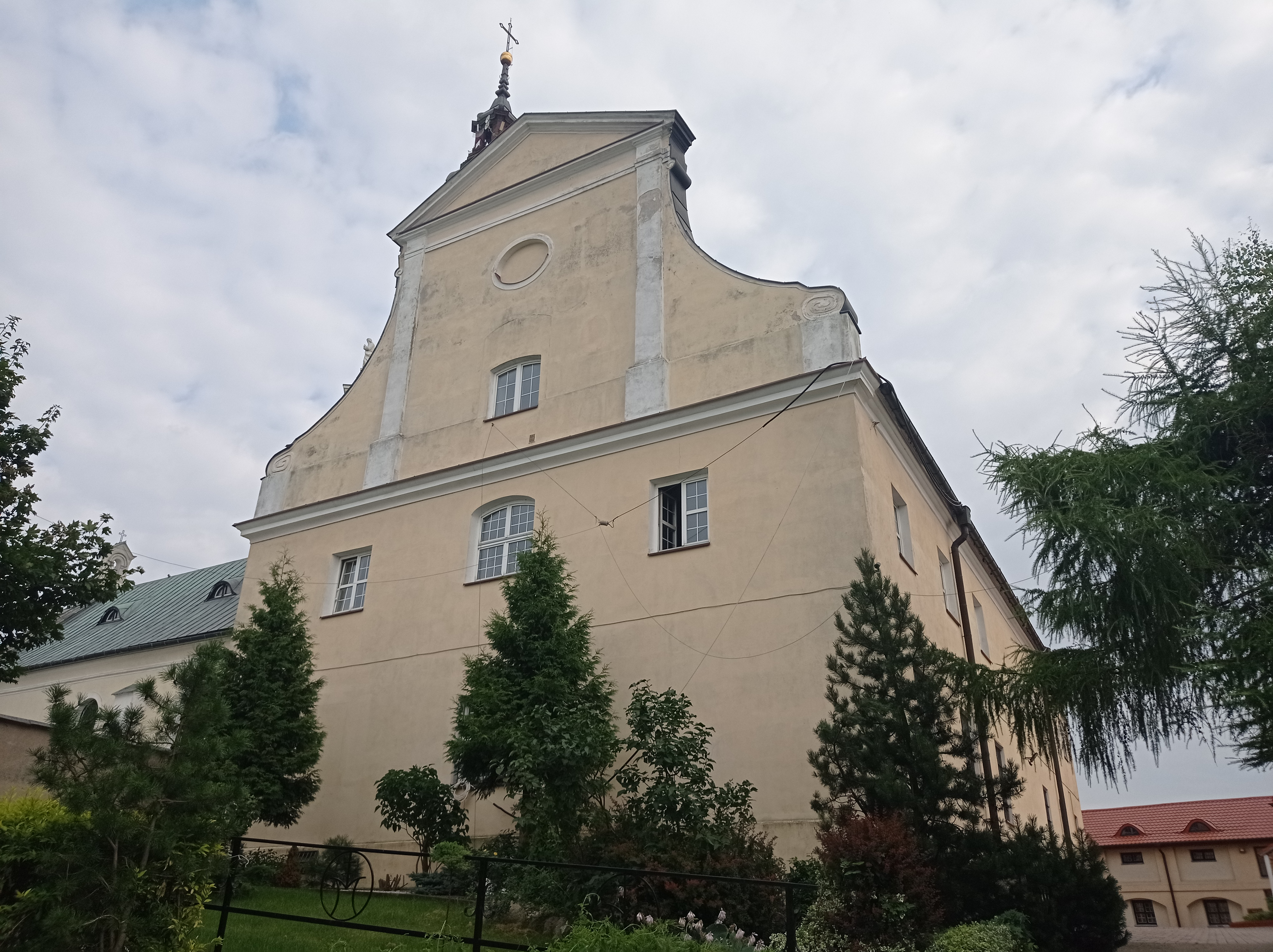
Barokowy klasztor z końca XVII wieku

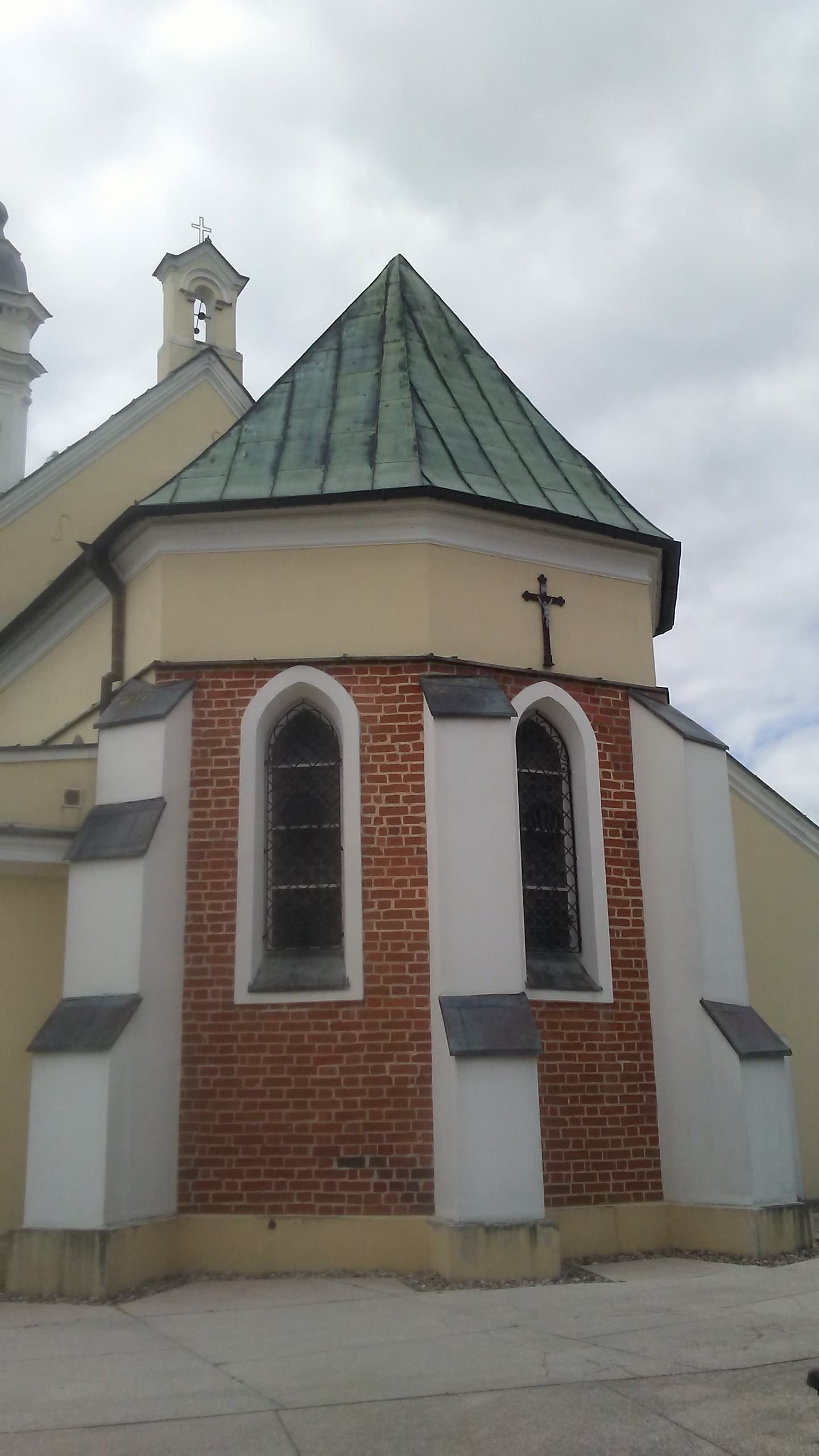
Zachowane późnogotyckie prezbiterium kościoła, zapewne z pocz. XVI wieku

  - 5000–2000 p.n.e. – Pierwsze ślady człowieka pod Brdowem, o czym świadczą znalezione narzędzia z epoki kamienia: siekieromłot i nóż kamienny; odnalezione przez Michała Rawitę Witanowskiego na przełomie XIX i XX wieku, podczas budowy drogi w Bugaju[17].
  - około 3500 p.n.e. – Ślady tzw. kultury pucharów lejkowatych w okolicach Brdowa, m.in. w Gaju. Świadczy o tym zachowany grobowiec megalityczny, jeden z tzw. kopców kujawskich.
- XII w.:
  - 7 lipca 1136 – Pierwsza pisemna wzmianka o Brdowie, zawarta w Bulli gnieźnieńskiej papieża Innocentego II do arcybiskupa gnieźnieńskiego Jakuba[18]. Brdów stanowił własność biskupią.
- XIII w.:
  - 1266 r. – Druga pisemna wzmianka o Brdowie w dokumencie z rozprawy sądowej, w którym wymieniono imię Albertus de Brdovo. Był on kapelanem dworu Kazimierza księcia kujawskiego i łęczyckiego.
- XIV w.:
  - 1326 r. – Pierwsza pisemna wzmianka o istnieniu parafii w Brdowie, wchodziła ona w skład dekanatu radziejowskiego i diecezji kujawsko-pomorskiej[19] z biskupstwem we Włocławku.
  - 1399 r. – Pierwsza pisemna wzmianka o istnieniu kościoła w Brdowie. Była to zapewne świątynia gotycka, która zastąpiła wcześniejszy drewniany kościół.
- XV w.:
  - 1436 r. – Władysław III Warneńczyk ufundował klasztor oo. Paulinów. Według tradycji miał przekazać im obraz Matki Bożej, który z kolei miał znajdować się w namiocie króla Władysława Jagiełły podczas bitwy pod Grunwaldem w 1410 r. Brak jednak dokumentów potwierdzających te przekazy. Nastąpił rozwój osady, po raz pierwszy Brdów określono jako miasto.
  - 1450 r. – OO. Paulini założyli pierwszą szkołę klasztorną w Brdowie.
- XVI w.:
  - 1525 r. – Król Zygmunt I Stary nadał miastu przywileje dni targowych.
  - 1562 r. – Król Zygmunt August odnowił prawa miejskie i lokował Brdów na prawie magdeburskim. Miasto na przestrzeni lat otrzymywało liczne przywileje, które miały przyczynić się do rozwoju miasta.
  - 1584 r. – W Brdowie założono szpital i przytułek dla starców i kalek.
- XVII w. 
  - 1618 r. - W Brdowie pracowało tylko 8 rzemieślników i 3 rybaków[20].
  - 23 sierpnia 1655 r. – Miasto zostało zniszczone przez Szwedów.
  - 24 kwietnia 1656 r. – Szwedzi ponownie wrócili do miasta i je spalili.
  - około 1690 r. – Przy kościele parafialnym zbudowano barokowy klasztor.
- XVIII w.:
  - W dokumentach miejskich z XVIII w. pojawiają się niektóre nazwy ulic: ul. Pijarska, ul. Kołowa, ul. Rynek.
  - Częste pożary w latach 1748, 1761, 1769 oraz w 1793 utrudniały rozwój miasta.
  - 1748–1758 r. – Po pożarze odbudowano kościół w stylu barokowym.
  - 21 października 1783 r. – władze miejskie wystąpiły do starostwa o prawo do budowy drewnianego ratusza, na co władze Koła nie wyraziły zgody.
  - 1783 r. – Zbudowano nowy szpital miejski.
  - 1788-1790 r. – Do brdowskiego kościoła dobudowano wieżę zegarową.
  - Około 1793 r. – W mieście, mimo przywileju Privilegium de non tolerandis Judaeis, zaczęli osiedlać się pierwsi Żydzi[21].
- XIX w.:
  - 1820 r. – W mieście istniało 89 gospodarstw, 13 warsztatów sukienniczych, 1 browar oraz odbywało się 12 jarmarków, mimo że miasto posiadało przywilej 3 jarmarków w ciągu roku. Zabudowa w mieście głównie drewniana, zaczęto brukować Rynek.
  - 1824 r. – Do Brdowa sprowadzili się niemieccy sukiennicy z Saksonii, którzy założyli w mieście fabrykę kuczbaju – kosmatej tkaniny wełnianej.
  - 1857 r. – Liczba mieszkańców Brdowa wyniosła 829 osób, z czego 96 stanowili Żydzi trudniący się głównie handlem.
  - 29 kwietnia 1863 r. – W pobliskich Nowinach Brdowskich doszło do bitwy pod Brdowem, w której polskie oddziały, dowodzone przez Léona Younga de Blankenheima, stoczyły przegraną walkę z dwukrotnie liczebniejszymi oddziałami Moskali – dowodzonymi przez gen. Apostoła Spirydonowicza Kostandę.
  - 1870 r. – Władze carskie odebrały Brdowu prawa miejskie w związku z udzieleniem poparcia powstańcom w okresie powstania styczniowego.
  - 1880 r. – Liczba ludności Brdowa wyniosła rekordową liczbę 1 894 mieszkańców.
- XX w.:
  - 1907 r. – Z inicjatywy księdza Gniazdowskiego zbudowano w Brdowie nowy budynek szkoły, który pełnił swoją funkcję do 2009 r. jako przedszkole.
  - 1938 r. – Zbudowano nowy budynek szkoły, który w okresie okupacji niemieckiej pełnił funkcję szpitala.
  - 1939–1945 r. – Obowiązującą nazwą miejscowości było niemieckie Seestetten (nazwa ta pochodzi od jeziora; der See – po niemiecku znaczy jezioro).
  - 1952 r. – Do klasztoru brdowskiego powrócili oo. Paulini.
  - 1954 r. – Powstała gromada Brdów, która funkcjonowała do 1971 r., następnie została wcielona w gromadę Babiak
  - 1973 r. – Brdów został włączony w nową gminę Babiak, przestał pełnić funkcje administracyjne.
  - 19 czerwca 1983 r. – Jan Paweł II ukoronował obraz Matki Boskiej Zwycięskiej z Brdowa na Jasnej Górze.
  - 30 listopada 1983 r. – Pożar kościoła, w wyniku którego uszkodzone zostało wnętrze świątyni.
  - 1986 r. – Zakończono remont kościoła po pożarze.
  - 1996–1998 r. – Konserwacja obrazu Marii z Dzieciątkiem z Brdowa przez prof. Marię Roznerską w Toruniu.
  - 1999 r. – Brdów nawiązał współpracę zagraniczną z Ojranami na Litwie.
- XXI w.:
  - 2004 r. – W Brdowie swą działalność rozpoczęło Towarzystwo Przyjaciół Ziemi Brdowskiej.
  - 2010–2012 r. – Centrum Brdowa zostało wyremontowane, m.in. na Rynku postawiono popiersie Fryderyka Chopina, zainstalowano nowe latarnie uliczne.
  - 2020 r. – Mieszkańcy Brdowa i okolicy podjęli dyskusję ws. odzyskania praw miejskich oraz dawnej roli głównego ośrodka dla najbliższej okolicy, którą po części przejął Babiak w 2 poł. XX w.
  - 5 września 2021 – W zebraniu sołeckim wszyscy głosujący, spośród ok. 100 osób, opowiedzieli się za referendum ws. odłączenia się od gminy Babiak oraz utworzenia nowej gminy Brdów[22]. Powstała lokalna grupa działaczy Inicjatywa dla Brdowa, która zabiega o odzyskanie praw miejskich w przyszłości.

### Przynależność państwowa i administracyjna Brdowa od 1138
| Okres           |                                                                        | Państwo                                                    | Zwierzchnictwo                                             | Jednostka administracyjna                                                                              |
| --------------- | ---------------------------------------------------------------------- | ---------------------------------------------------------- | ---------------------------------------------------------- | --- |
| przed 1138      |                                                                        | Księstwo/Królestwo Polskie                                 | Księstwo/Królestwo Polskie                                 | Kujawy                                                                                                 |
| 1138–1233       |                                                                        | Polska w okresie rozbicia dzielnicowego                    | Polska w okresie rozbicia dzielnicowego                    | Dzielnica senioralna, część Kujaw                                                                      |
| 1233–1320       |                                                                        | Polska w okresie rozbicia dzielnicowego                    | Polska w okresie rozbicia dzielnicowego                    | Księstwo kujawskie, Księstwo brzesko-kujawskie                                                         |
| 1320–1386       |                                                                        | Zjednoczone Królestwo Polskie                              | Zjednoczone Królestwo Polskie                              | Kujawy brzeskie                                                                                        |
| 1386–XVI w.     |                                                                        | Korona Królestwa Polskiego                                 | Korona Królestwa Polskiego                                 | prowincja wielkopolska, województwo brzeskokujawskie, miasto Brdów (od ok. 1436)                       |
| XVI w.-XVIII w. |                                                                        | Korona Królestwa Polskiego                                 | Korona Królestwa Polskiego                                 | prowincja wielkopolska, województwo kaliskie, miasto Brdów (Jezioro Brdowskie w woj. brzeskokujawskim) |
| 1793–1807       |                                                                        | Królestwo Prus                                             | Królestwo Prus                                             | Prusy Południowe, powiat brzeski, miasto Brdów                                                         |
| 1807–1815       |                                                                        | Księstwo Warszawskie                                       | Księstwo Warszawskie                                       | departament warszawski, powiat łęczycki, miasto Brdów                                                  |
| 1815–1837       |                                                                        | Królestwo Polskie (kongresowe), część Imperium Rosyjskiego | Królestwo Polskie (kongresowe), część Imperium Rosyjskiego | województwo mazowieckie, obwód kujawski, powiat brzeski, miasto Brdów                                  |
| 1837–1918       | gubernia kaliska, powiat kolski, miasto Brdów (do 1870)                | Królestwo Polskie (kongresowe), część Imperium Rosyjskiego | Królestwo Polskie (kongresowe), część Imperium Rosyjskiego | |
| 1919–1938       |                                                                        | II Rzeczpospolita                                          | II Rzeczpospolita                                          | województwo łódzkie, powiat kolski, gmina Lubotyń                                                      |
| 1938–1939       | województwo poznańskie, powiat kolski, gmina Lubotyń                   | II Rzeczpospolita                                          | II Rzeczpospolita                                          | |
| 1939–1945       |                                                                        | III Rzesza                                                 | III Rzesza                                                 | Kraj Warty, rejencja inowrocławska, powiat Koło (Warthbrücken)                                         |
| 1945–1975       |                                                                        | Polska Rzeczpospolita Ludowa                               | Polska Rzeczpospolita Ludowa                               | województwo poznańskie, powiat kolski, gmina Lubotyń (do 1954), gromada Brdów (1954–1972)              |
| 1975–1989       | województwo konińskie, gmina Babiak, sołectwo Brdów                    | Polska Rzeczpospolita Ludowa                               | Polska Rzeczpospolita Ludowa                               | |
| 1989–1998       |                                                                        | Rzeczpospolita Polska                                      | Rzeczpospolita Polska                                      | województwo konińskie, gmina Babiak, sołectwo Brdów                                                    |
| od 1998         | województwo wielkopolskie, powiat kolski, gmina Babiak, sołectwo Brdów | Rzeczpospolita Polska                                      | Rzeczpospolita Polska                                      | |

### Brdów w Słowniku Geograficznym Królestwa Polskiego
W 1880 r. w Słowniku geograficznym Królestwa Polskiego tak pisano o Brdowie:

Brdów osada przedtem miasteczko, nad jeziorem, powiat kolski, gmina Lubotyń, leży o 3 wiorsty na wschód od Babiaku, przy drodze z Koła do Izbicy. Posiada kościół parafialny murowany z XIV w., szkołę początkową i dom schronienia dla starców i kalek. W 1827 r. Brdów liczył 94 domy i 794 mieszkańców, w 1859 r. 85 domów i 863 mieszkańców, obecnie ma 1894 mieszkańców. (...)

### Legendy
Z Brdowem związanych jest wiele legend:
- Legenda o obrazie mówi, że wizerunek Matki Boskiej z Dzieciątkiem został namalowany na życzenie Władysława Jagiełły na podobiznę swojej żony, czyli królowej Jadwigi. Sam obraz miał zostać zabrany przez króla na bitwę pod Grunwaldem[23].
- Legenda o jeziorze opowiada o zatopionym w nim weselu, zmierzającym z kościoła po zamarzniętej wodzie, na drugi brzeg. Jak mówią podania, lód nie wytrzymał ciężaru, a woda pochłonęła wszystkich weselników razem z karocą zaprzęgniętą w konie.
- Legenda dotycząca mieszkańców Brdowa opowiada o pojedynku dwóch braci o rękę kobiety, który oboje przepłacili życiem. Wspomina o tym w swojej poezji ks. Józef Markowski na pocz. XX wieku.
- Zgodnie z miejscową tradycją wydaje się być prawdą, iż pod Jeziorem Brdowskim znajduje się tunel, który łączy klasztor z wsią Radoszewice po przeciwnym brzegu jeziora.

## Kościół i klasztor oo. paulinów

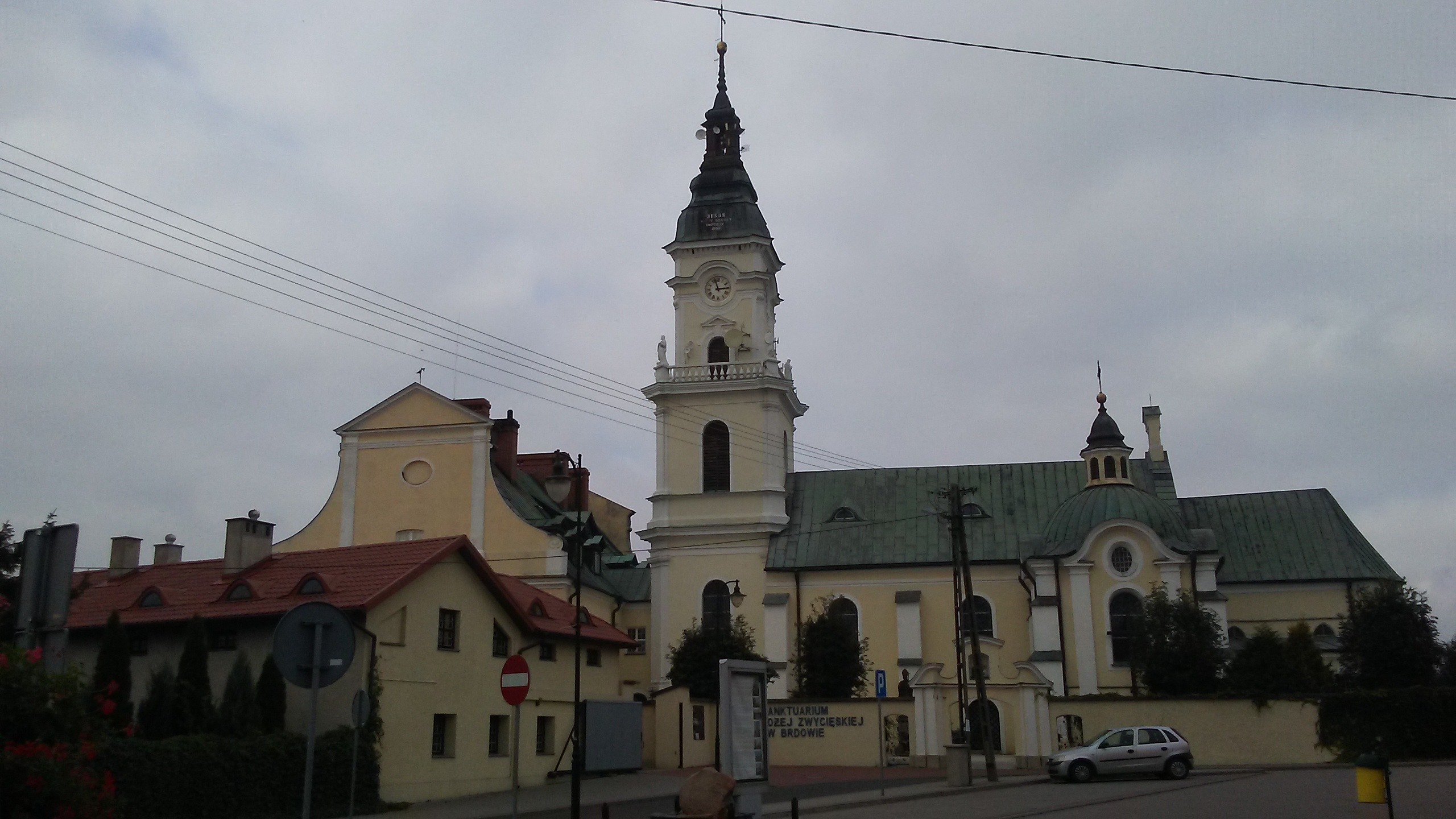
Kościół i klasztor paulinów – od południa

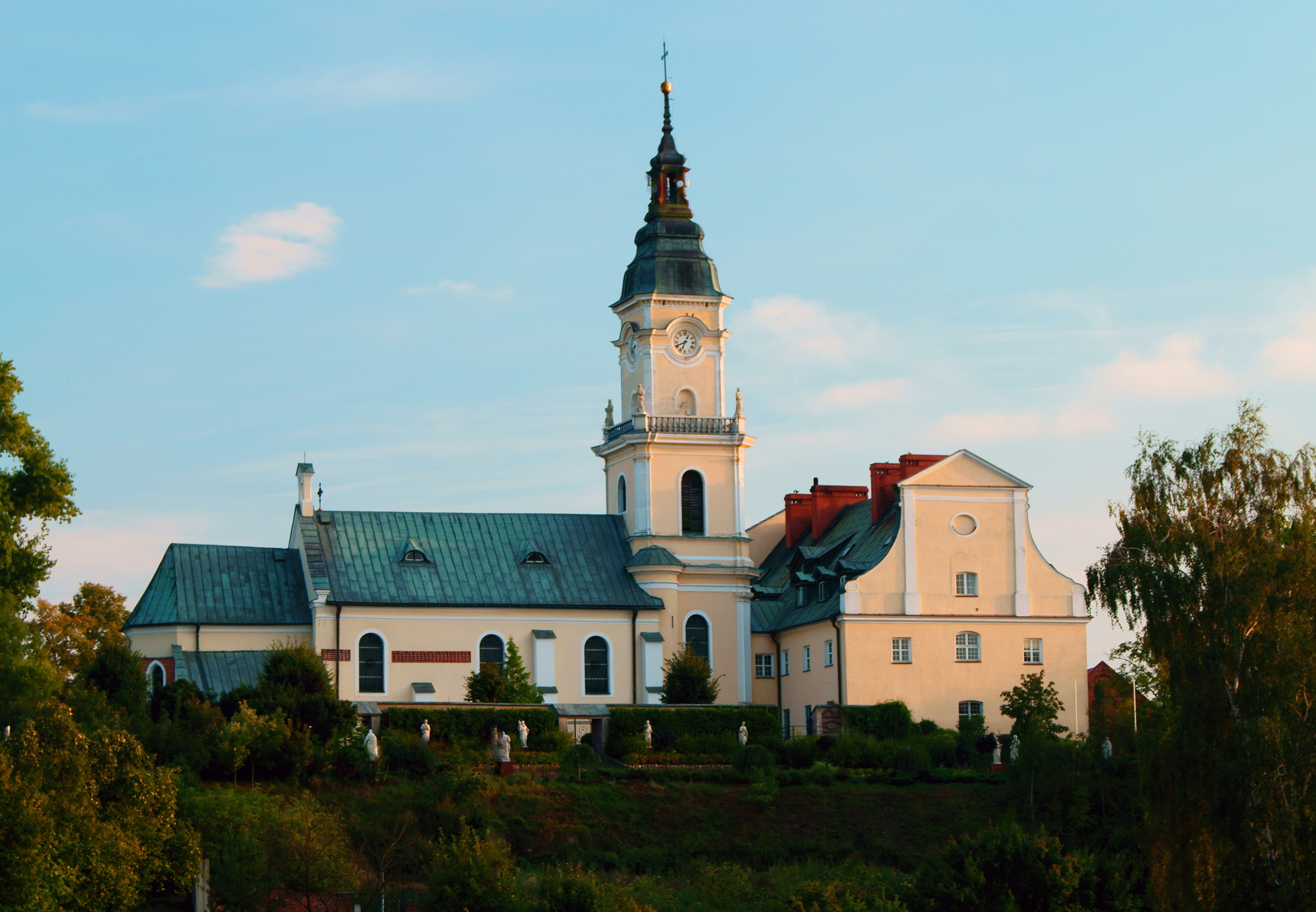
Kościół i klasztor paulinów – od północy

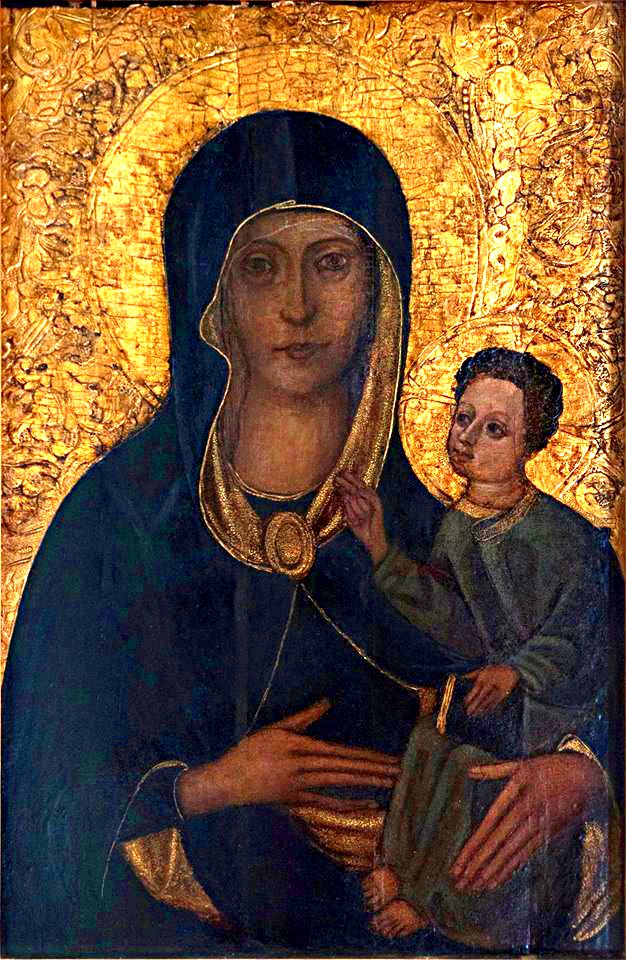
Obraz Matki Bożej z Dzieciątkiem z XV/XVI wieku

Parafię św. Wojciecha w Brdowie wzmiankowano po raz pierwszy w 1326 r. Prawdopodobnie już wcześniej na terenie obecnej świątyni istniał drewniany kościół bądź kaplica. Jedna z teorii mówi, że na terenie obecnej świątyni istniał zamek warowny, połączony tunelem pod jeziorem z dworem w Radoszewicach. W miejscu samego kościoła miał istnieć pałac biskupi. Teorię tę potwierdzałby fakt istnienia starej piwnicy, pod kościołem brdowskim, z XIV wieku. Pewną datą jest rok 1399, gdy w Brdowie istniał już murowany kościół parafialny. W późniejszych wiekach wielokrotnie rozbudowywany i remontowany po pożarach. W 1436 r. król Władysław Warneńczyk istniejącą parafię przekazał pod opiekę ojcom paulinom, według woli swego ojca – Władysława Jagiełły. Ojcowie paulini opiekowali się parafią z przerwami do 1870 r., ponownie wrócili do klasztoru w 1952 roku.
Kościół św. Wojciecha, położony na wysokim brzegu Jeziora Brdowskiego to kościół orientowany, pierwotnie gotycki, zbarokizowany i rozbudowany w XVII i XVIII w. Ostatni raz odnowiony w latach 1748–1758 być może według projektu architekta Cochilego. Założony na planie prostokątnym, jednonawowy, z wyodrębnionym prezbiterium. Zbudowany z cegły i otynkowany. Korpus nawowy oskarpowany, przykryty prostym sufitem, połączony z prezbiterium ostrołukiem. Prezbiterium również oskarpowane zachowało gotycką formę, zamknięte wielobocznie, nakryte sklepieniem gwiaździstym. Okna w korpusie nawowym prostokątne zakończone łukiem półkolistym, w prezbiterium – ostrołukowe. Przy prezbiterium od północy stara zakrystia, od południa – nowa. Wewnątrz nowej zakrystii sufit z fasetą, w starej zakrystii – sklepienie kolebkowo-krzyżowe. Dachy świątyni dwuspadowe, kryte blachą miedzianą. Pomiędzy kościołem a klasztorem wieża czterokondygnacyjna wybudowana w 1790, ze ściętymi narożami, ujętymi w pilastry, kryta hełmem z 1877 r. Na wieży także zegar z 1769 r. W latach 1913–1914 do południowej ściany korpusu nawowego dobudowano neobarokową kaplicę według projektu Józefa Dziekońskiego, połączona z nawą główną łukiem półkolistym, kryta kopułą z latarnią.
Wewnątrz świątyni trzy ołtarze z drugiej połowy XVIII wieku. Ołtarz główny z figurami świętych zakonników i ojców Kościoła oraz obrazem Matki Boskiej z Dzieciątkiem z przełomu XV/XVI wieku, zakryty srebrną sukienką z XVIII wieku. W bocznych ołtarzach obrazy: św. Pawła I Pustelnika, Chrystusa Ukrzyżowanego z Matką Bożą i Świętym Janem – wszystkie z przełomu XVII i XVIII wieku. Ambona rokokowa z rzeźbą Chrystusa na baldachimie. Organy w kościele nowe, sprowadzone po pożarze w 1983 roku. Wnętrze bogato zdobione freskami, odnowione ostatni raz po pożarze w 1983 r., nową polichromię wykonał artysta malarz z Krakowa – Zdzisław Pabisiak. Ponadto w kościele zabytkowa chrzcielnica z 1635, płaskorzeźba przedstawiająca chrzest Pana Jezusa w Jordanie oraz epitafium z popiersiem ks. Bronisława Kochanowicza, który został zamordowany w obozie koncentracyjnym w Dachau w 1942 roku. Na ścianach świątyni w gablotach umieszczone liczne wota, wśród nich gablota z szablami z okresu powstania styczniowego.
Na ścianach zewnętrznych kościoła umieszczono kilka tablic pamiątkowych, m.in. tablicę upamiętniającą prawa miejskie Brdowa, czy pochowanego w Brdowie Jakuba Krzyżanowskiego – dziadka Fryderyka Chopina.
Barokowy klasztor, zbudowany w końcu XVII w., usytuowany jest prostopadle od zachodu orientowanego kościoła, połączony z nim przejściem na wysokości pierwszego piętra.
Klasztor spalony w 1748 r., odbudowany w 1758 r. Barokowy, dwukondygnacyjny. Wewnątrz w trakcie środkowym, korytarz sklepiony w przyziemiu kolebką na gurtach, na piętrze – kolebką krzyżową. Na osi elewacji wschodniej, brama wejściowa zamknięta łukiem odcinkowym. Szczyty północne i południowe ujęte w spływy wolutowe, zwieńczone trójkątnymi przyczółkami. Dach dwuspadowy, kryty dachówką.
W 1790 r. cmentarz przykościelny został zamknięty, a kościół otoczono murem z dwiema bramami, ujętymi w zdwojone pilastry, ozdobione przerywanymi szczytami.

## Cmentarz

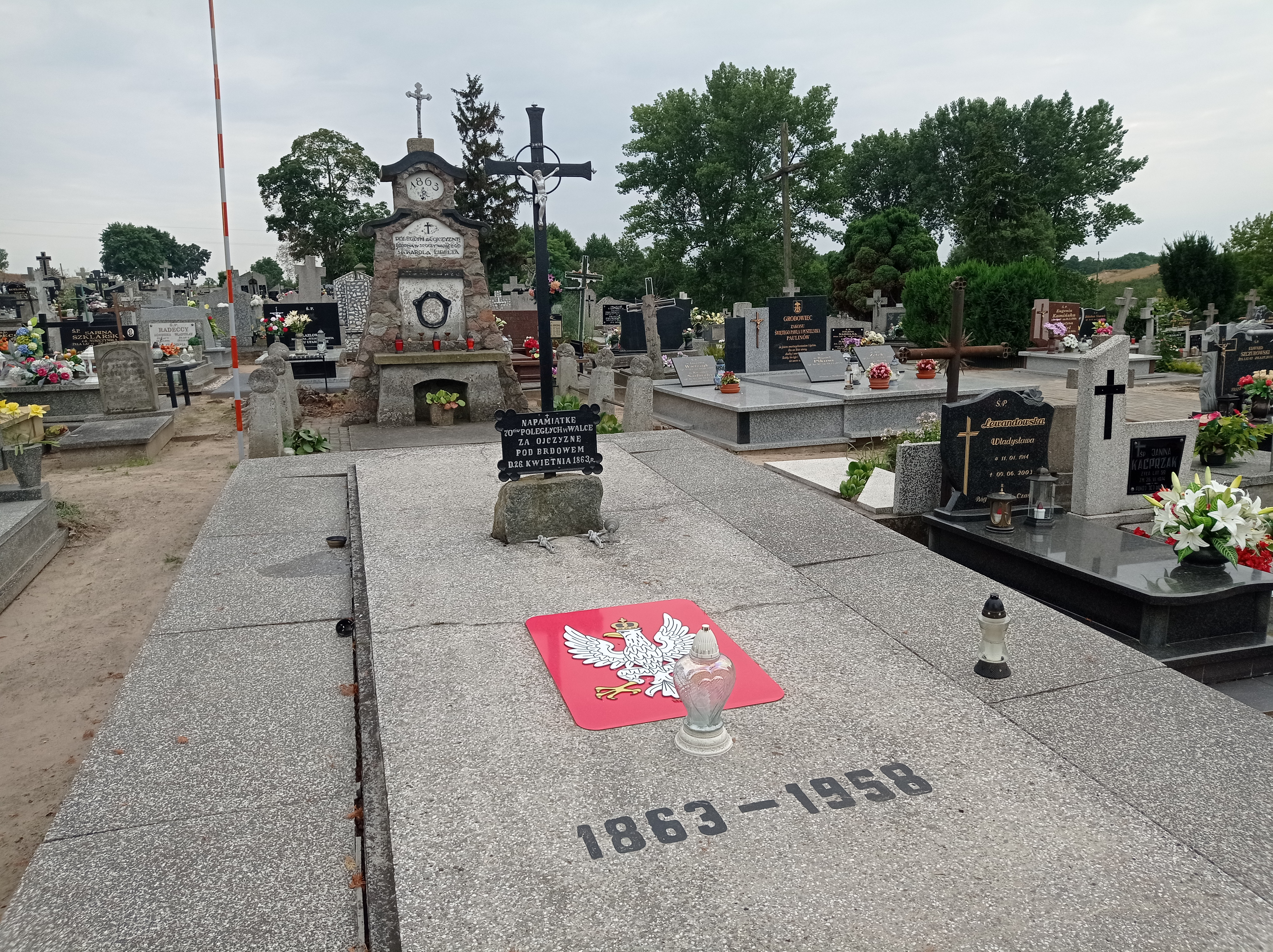
Zbiorowa mogiła powstańców styczniowych na cmentarzu w Brdowie

Cmentarz parafialny założono poza granicami miasta w 1790 r.
Cmentarz jest miejscem spoczynku rodziny Poli Negri – jej dziadka oraz wujów. Znajduje się tu również symboliczny nagrobek Jakuba Krzyżanowskigo – dziadka Fryderyka Chopina. Został on pochowany w Brdowie w 1805 roku. W 1863 r. w zbiorowej mogile pochowano 70 powstańców styczniowych, którzy polegli w bitwie pod Brdowem, w osobnych mogiłach pochowani zostali Karol Libelt – syna poznańskiego działacza i filozofa o tym samym imieniu oraz Léon Young de Blankenheim – dowódca polskich oddziałów powstańczych pod Brdowem.
Cmentarz w 1995 roku został wpisany do rejestru zabytków. Zachowały się na nim nagrobki z XIX i początku XX wieku.

## Pomniki i upamiętnienia
Na terenie Brdowa wiele miejsc, związanych z historią miejscowości, zostało upamiętnionych formą tablicy pamiątkowej bądź pomnika. Na samym rynku, prócz popiersia Fryderyka Chopina, znajdują się głaz z wyrytymi dwiema czaszkami, upamiętniający legendę o pojedynku dwóch braci oraz głaz upamiętniający rocznicę chrztu Polski. Tablice pamiątkowe umieszczone na ścianach kościoła upamiętniają m.in.: Jakuba Krzyżanowskiego, prawa miejskie i koronację obrazu Matki Boskiej przez Jana Pawła II. Na ścianie domu, w którym mieszkała Pola Negri również została umieszczona tablica pamiątkowa przypominająca ten fakt.
Przy remizie OSP postawiono pomnik św. Floriana. Na rozwidleniu ul. Cmentarnej i ul. Mickiewicza znajduje się z kolei figura Matki Bożej, ufundowana w początku XX wieku przez doktorową Helenę Mysłowską z Kłodawy. Na skwerze w centrum Brdowa natomiast postawiono drewniane rzeźby bóstw słowiańskich.

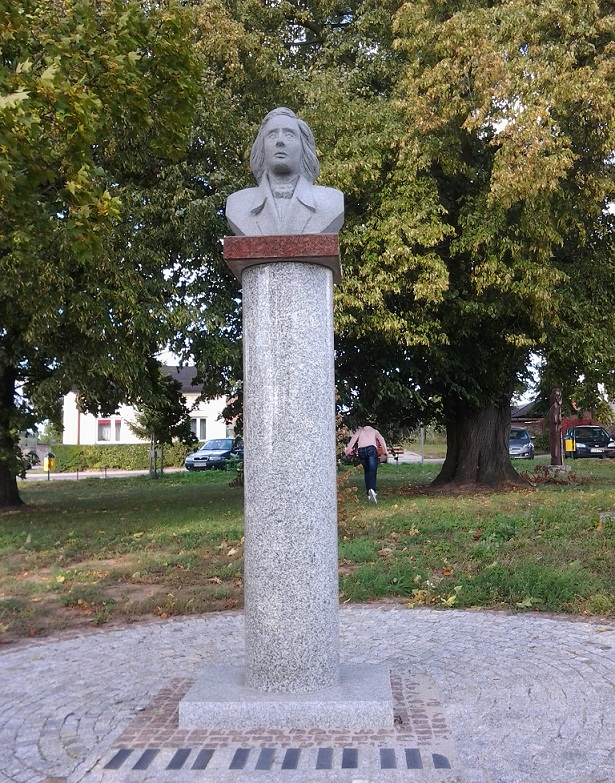
Popiersie Fryderyka Chopina
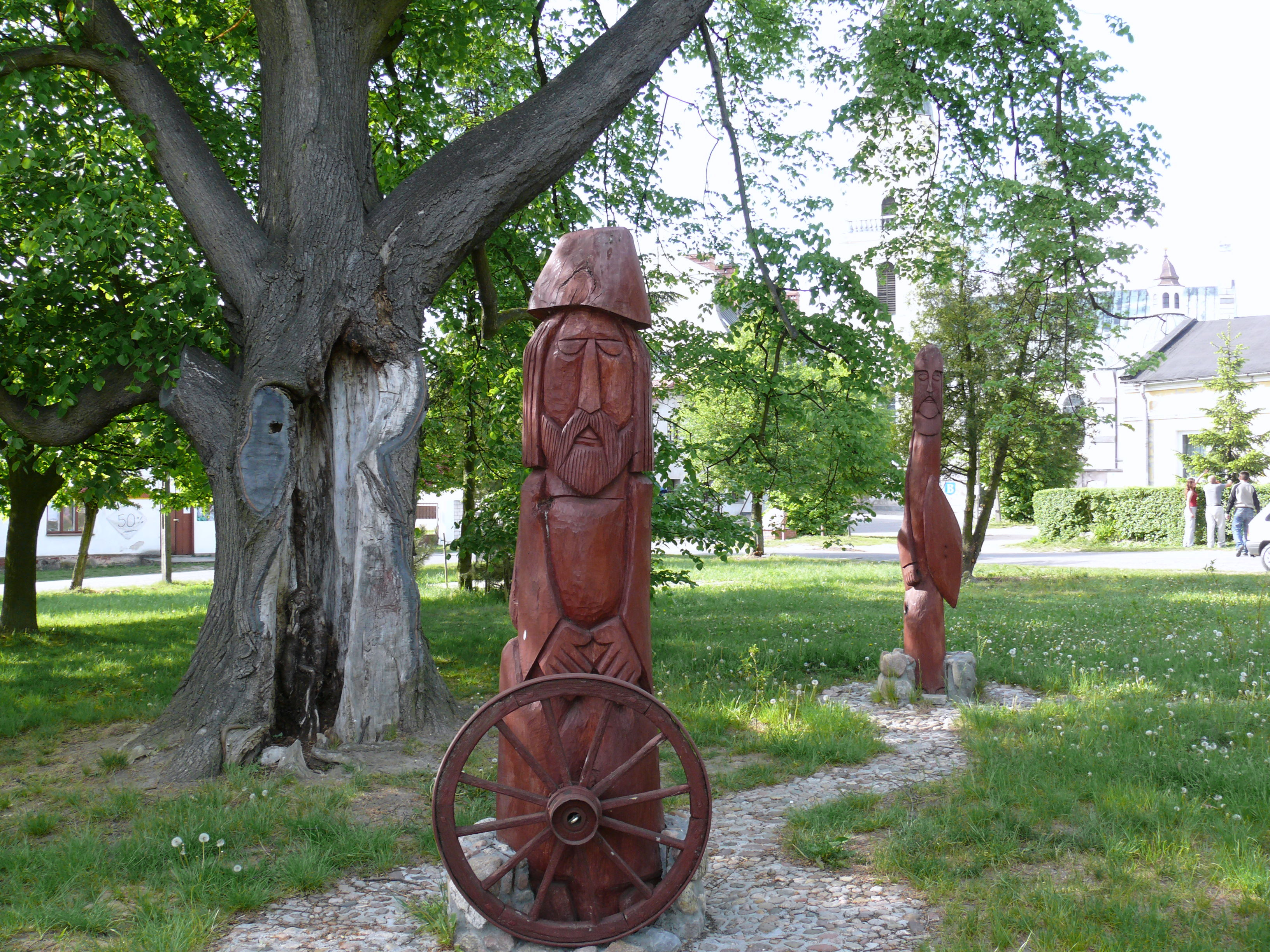
Drewniane rzeźby bóstw słowiańskich i wiekowa lipa będąca pomnikiem przyrody
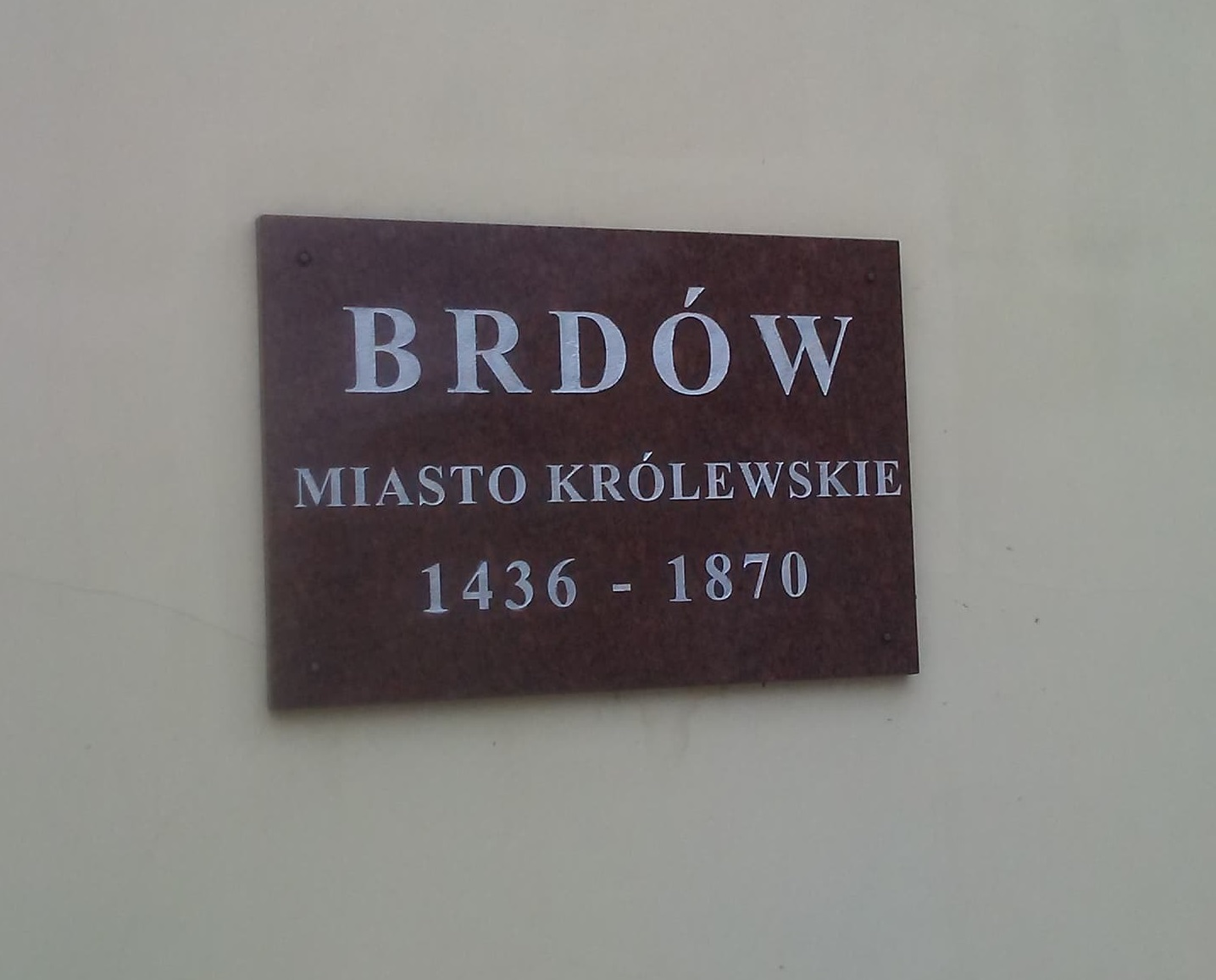
Tablica upamiętniająca prawa miejskie
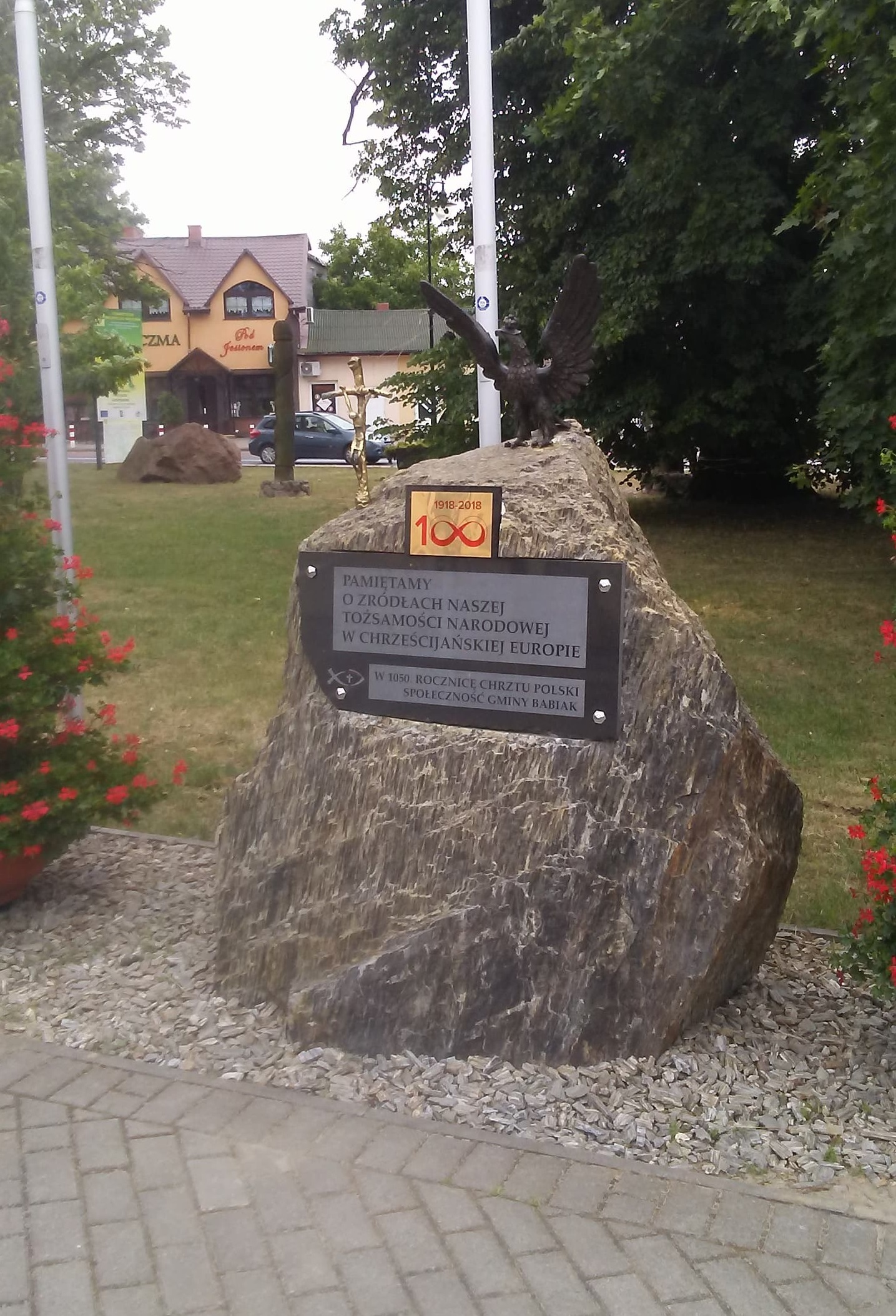
Upamiętnienie rocznicy chrztu Polski

### Pomniki przyrody
Na rynku w Brdowie rośnie lipa, posadzona 3 maja 1919 roku na pamiątkę odzyskania przez Polskę niepodległości, została wpisana do rejestru pomników przyrody w 1991 r.

## Szkolnictwo

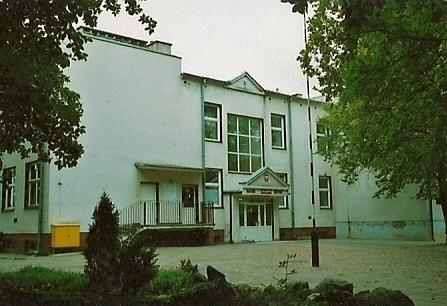
Szkoła Podstawowa im. Powstańców Styczniowych w Brdowie

W Brdowie od około 1450 roku działa szkoła. Prowadzili ją ojcowie paulini, którzy byli jej rektorami.
W 1907 roku staraniem księdza Gniazdowskiego i parafian oddano do użytku nowy budynek szkoły, który służył mieszkańcom Brdowa do 2009 r. jako przedszkole.
Budynek szkoły, przy ul. A. Mickiewicza, zbudowano w 1938 r. Na przestrzeni lat był rozbudowywany dwukrotnie (ostatni raz w 2006 r.). W 1999 r. Zespół Szkół w Brdowie nawiązał współpracę ze szkołą podstawową w Ojranach na Litwie. W okresie wakacji grupa nauczycieli i młodzieży z Litwy przyjeżdżała do Brdowa, co było możliwe dzięki wsparciu finansowemu „Wspólnota Polska”. Dzięki współpracy uczniowie z polskiej szkoły na Wileńszczyźnie mogli zwiedzić Polskę i zapoznać się bliżej z polską kulturą.
Przed reformą szkolnictwa w 2017 w skład Zespołu Szkół w Brdowie wchodziła: szkoła podstawowa, gimnazjum i przedszkole. Obecnie na terenie miejscowości swą działalność prowadzi Szkoła Podstawowa im. Powstańców Styczniowych w Brdowie oraz Przedszkole Samorządowe w Brdowie.

## Sport
Przy Szkole Podstawowej w Brdowie działa Uczniowski Klub Sportowy o specjalności wioślarskiej, który korzysta z naturalnej bazy sportowej, jaką jest, znajdujące się w odległości 300 m od szkoły, Jezioro Brdowskie. Uczniowie biorą udział w licznych zawodach wioślarskich odbywających się na terenie całego kraju (m.in. w Warszawie, w Płocku, w Kaliszu, czy we Włocławku). Baza sportowa klubu pozwala od wielu lat organizować na Jeziorze Brdowskim regaty wioślarskie o zasięgu krajowym.
Ponadto w miejscowości działa „Młodzieżowy Klub Sportowy – Brdów”, który reprezentuje Brdów w różnych dyscyplinach oraz organizuje wydarzenia sportowe na terenie miejscowości: rajdy rowerowe, marsze nordic-walking, czy biegi.

## Kultura

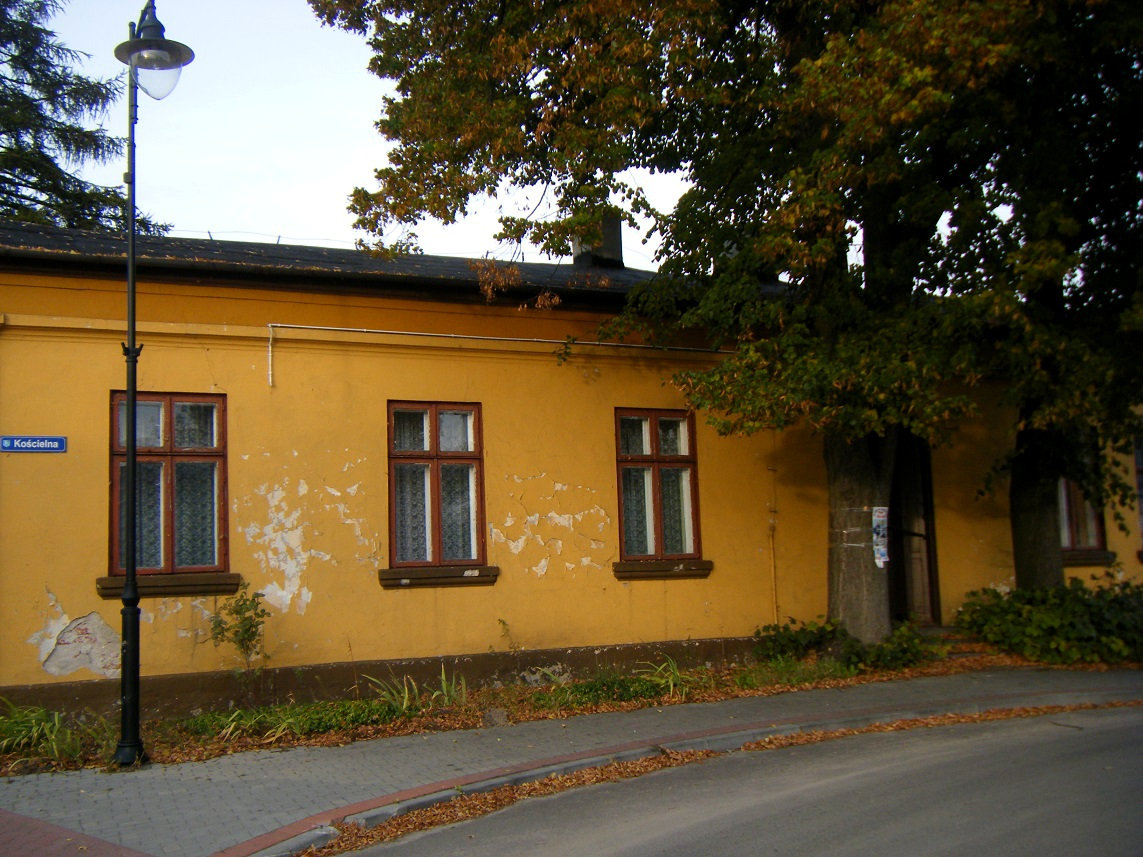
Dawny budynek szkoły z 1907 roku

- Towarzystwo Przyjaciół Ziemi Brdowskiej (rok zał. 2004)
- filia Gminnego Ośrodka Kultury – Biblioteka Publiczna w Brdowie
- Młodzieżowy Klub Sportowy „Brdów” (rok zał. 2012)

W „Karczmie pod Jesionem” zorganizowana została wystawa poświęcona Poli Negri, prezentująca pamiątki z nią związane.
W Brdowie co roku odbywa się kilka imprez kulturalnych bądź sportowych m.in.: bieg im. Poli Negri (od 2008), czy konkurs fotograficzny (od 2011), których organizatorami są Towarzystwo Przyjaciół Ziemi Brdowskiej oraz Stowarzyszenie MKS „Brdów”.
Towarzystwo Przyjaciół Ziemi Brdowskiej organizuje również festyny i pikniki dla mieszkańców Brdowa i okolicy.

## Służba zdrowia

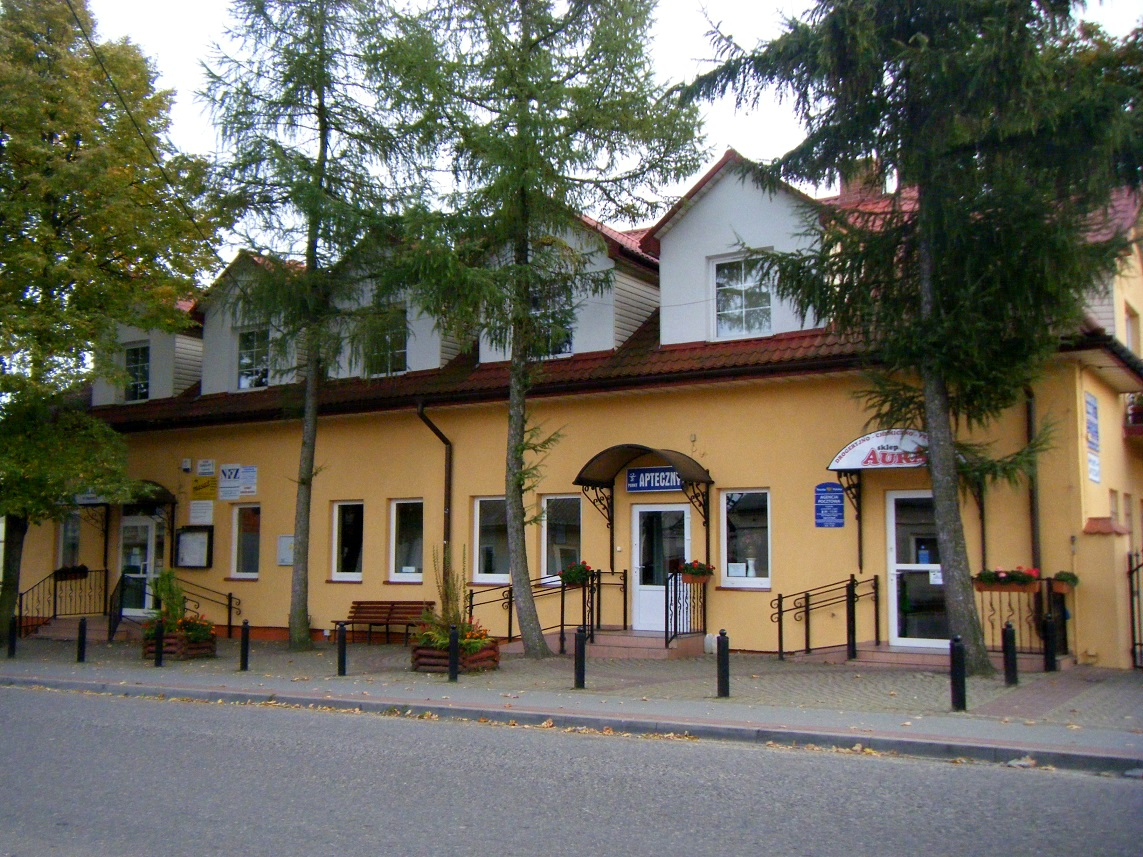
Zakład Opieki Zdrowotnej „Eskulap”

Pierwszy szpital i przysiółek dla bezdomnych istniał w Brdowie już w XV w., prowadzili go ojcowie paulini. W okresie wojennym w obecnym budynku szkoły mieścił się szpital, gdzie pracowali polscy lekarze. Służył on pomocą medyczną wielu rannym podczas II wojny światowej.
Obecnie w miejscowości działa ośrodek zdrowia – Niepubliczny Zakład Opieki Zdrowtnej „Eskulap”, a przy nim apteka. Swoją działalność przy ośrodku zdrowia prowadzi także „Med-Vita Rehabilitacja i Masaż” z gabinetem fizjoterapii.

## Straż pożarna
W miejscowości znajduje się remiza strażacka, a przy niej działa Ochotnicza Straż Pożarna w Brdowie, powołana w 1912 roku.

## Miejsca noclegowe

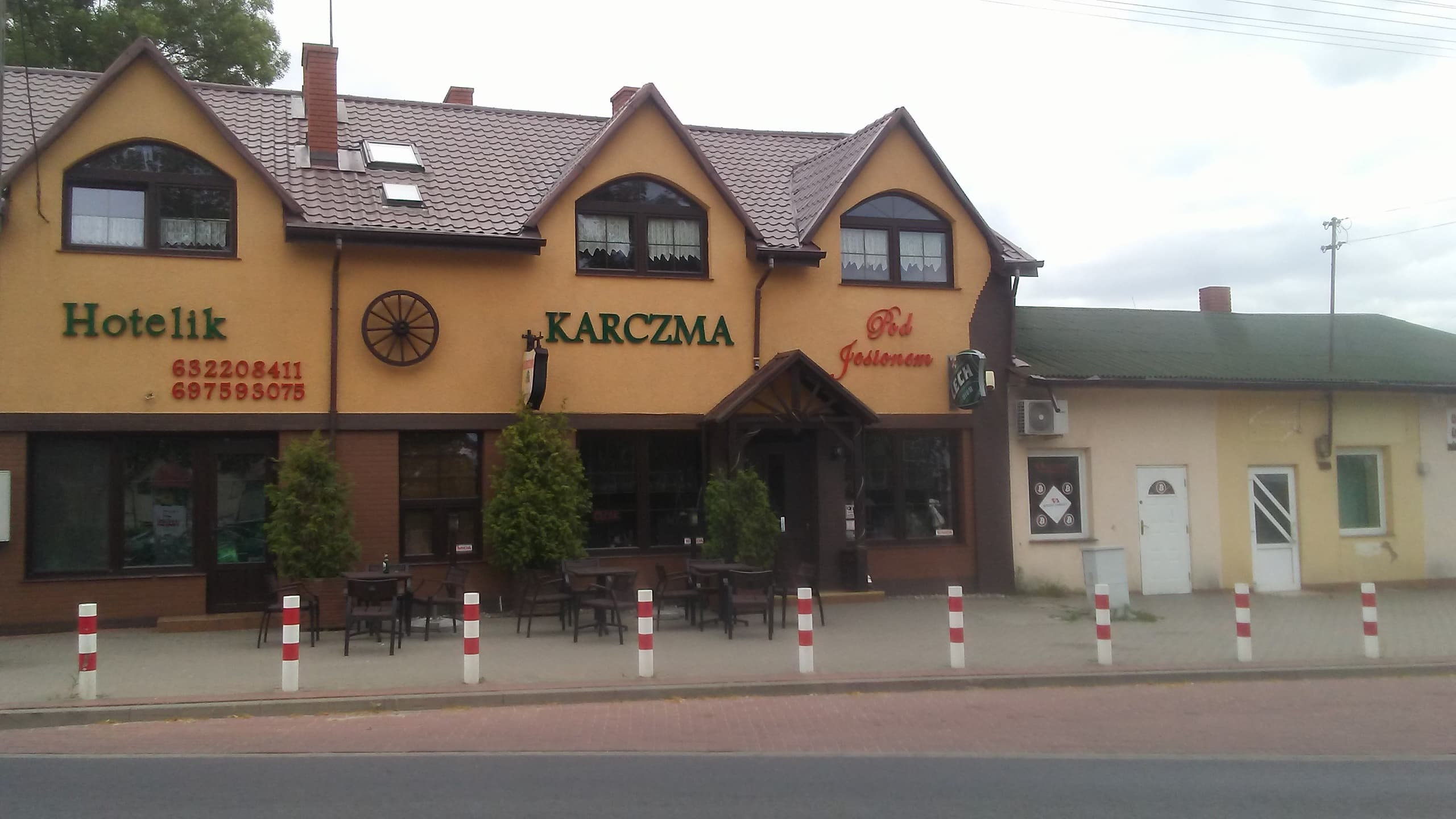
Karczma

- Dom pielgrzyma ojców Paulinów,
- „Karczma pod Jesionem”,
- Agroturystyka „Pod wierzbą”.

## Handel i usługi

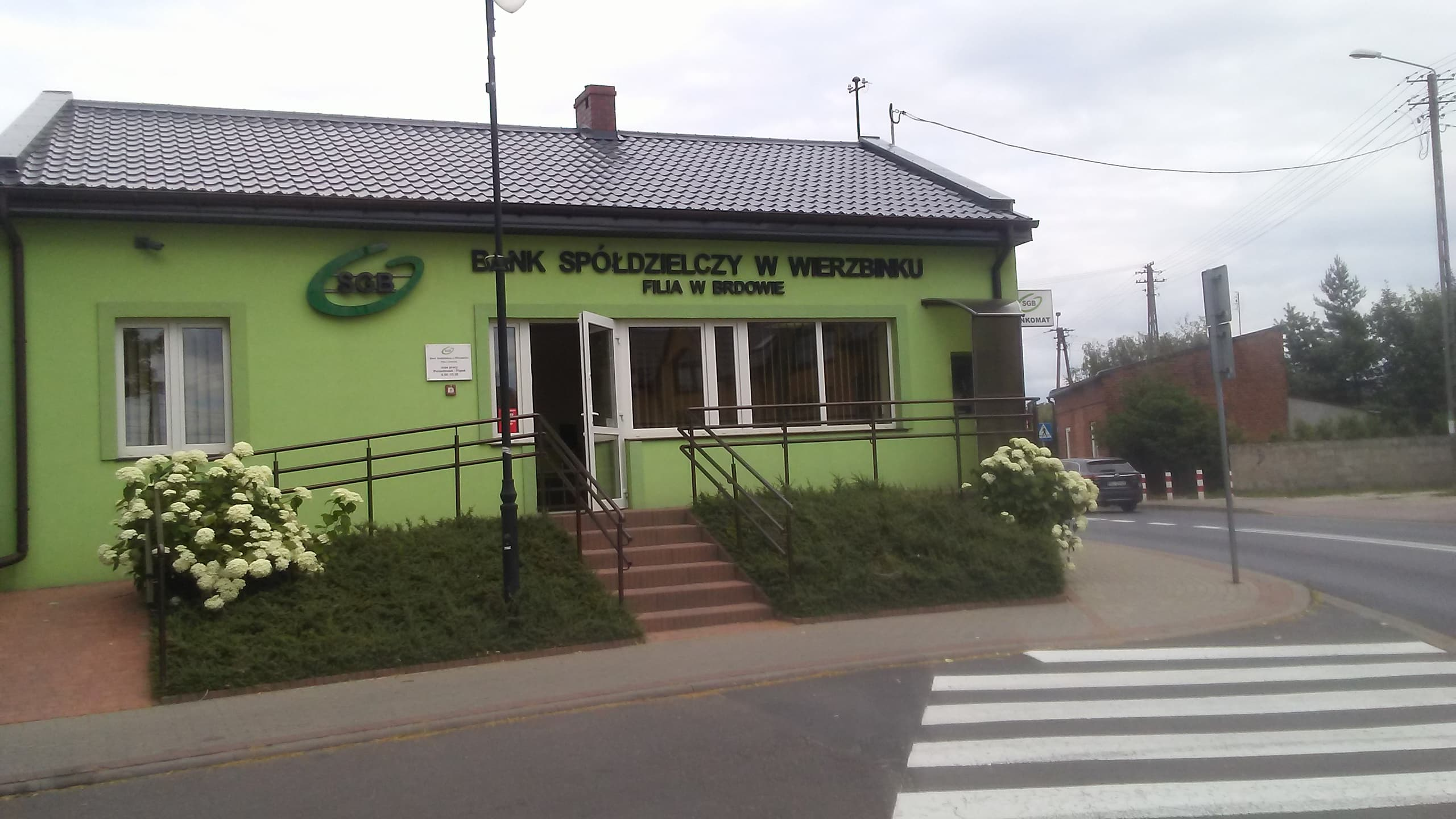
Bank

Brdów to lokalny ośrodek handlu i usług dla pobliskich wsi. Znajduje się tu kilka sklepów spożywczych i przemysłowych, kwiaciarnia, mini-market Groszek, market Dino, działają małe zakłady usługowe, m.in. zakład fryzjerski, zakład pogrzebowy. Swoją siedzibę ma tu także Agencja Pocztowa oraz Bank Spółdzielczy.
W Brdowie mieszczą się dwie restauracje: „Karczma pod Jesionem” i pizzeria „Capri”.
Stacja paliw znajduje się przed wjazdem do miejscowości od strony Koła.

## Znani ludzie związani z Brdowem

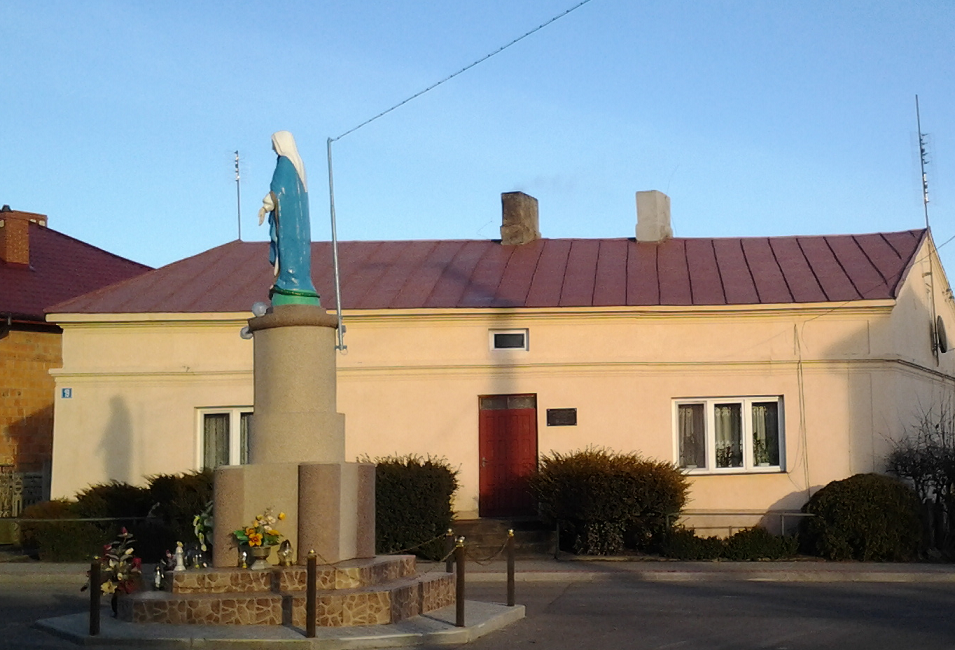
Dom, w którym mieszkała Pola Negri

### Osoby urodzone w Brdowie
- Czesław Kossobudzki (ur. 1873, zm. 1935) – działacz polityczny w ramach partii PPS, radny miejski we Włocławku, wybrany posłem na Sejm RP w wyborach 1928 roku (jego mandat został unieważniony).
- Mieczysław Wejman (ur. 1912, zm. 1997) – rektor Akademii Sztuk Pięknych w Krakowie.
- Michał Galewski[30] (ur. 1930, zm. 2020) – dziennikarz, absolwent Uniwersytetu Jagiellońskiego, związany z łódzkimi tytułami prasowymi (Express Ilustrowany, Dziennik Łódzki, Głos Robotniczy), ale także z tygodnikami Ziemia Łęczycka oraz Wiadomości Kutnowskie. Spoczywa na Starym Cmentarzu przy Ogrodowej w Łodzi.
- Andrzej Kreutz-Majewski (ur. 1936, zm. 2011) – malarz, scenograf operowy, profesor krakowskiej Akademii Sztuk Pięknych.
- Zachariasz Jabłoński OSPPE (ur. 1940, zm. 2015) – paulin, teolog, dziennikarz, III definitor w zakonie Paulinów. Spoczywa na Jasnej Górze.

### Osoby w inny sposób związane z Brdowem
- Apolonia Chałupiec (pseudonim artystyczny: Pola Negri) (ur. 1897, zm. 1987) – polsko-amerykańska aktorka, gwiazda kina niemego.
- Augustyn Kordecki OSPPE (ur. 1603, zm. 1673) – obrońca Jasnej Góry przed Szwedami; przebywał w Brdowie w roku 1651 i 1672.
- Florian Piskorski (ur. 1902, zm. 1979) – amerykański działacz polonijny, ukrywał się w Brdowie podczas II wojny światowej w tutejszym lazarecie.
- Jakub Krzyżanowski (ur. 1729, zm. 1805) – dziadek Fryderyka Chopina ze strony matki. Pochowany na cmentarzu parafialnym pw. św. Wojciecha BM w Brdowie.
- Jan Skarbek (1710–1772) – polski szlachcic, właściciel Izbicy; pochowany w rodzinnej krypcie w brdowskim kościele.
- Józef Markowski (ur. 1886, zm. 1963) – poeta, ksiądz; proboszcz parafii Brdów w latach 1929–1930. Napisał i wydał drukiem tomik wierszy: „Sonety Brdowskie”, w kronice Brdowa opisał dzieje osady i czasy mu współczesne.
- Karol Libelt (ur. 1807, zm. 1875) – polski filozof mesjanistyczny, działacz polityczny i społeczny. Syn Karola Libelta – Karol – poległ w bitwie pod Brdowem; ojciec bardzo przeżywał śmierć syna; niezwykłym tego dowodem jest fakt, że założony, odległy 2 km od Czeszewa, folwark nazwał Brdowem i mieszkał tam aż do śmierci.
- Karol Libelt (ur. 1843, zm. 1863) – syn Karola Libelta – powstaniec, poległ w bitwie pod Brdowem, spoczywa na cmentarzu parafialnym pw. św. Wojciecha BM w Brdowie.
- Korneliusz Jemioł OSPPE (ur. 1914, zm. 1996) – paulin, prześladowany przez władze PRL. Pierwszy proboszcz parafii Brdów i przeor klasztoru w Brdowie po powrocie paulinów do Brdowa w 1952 r.
- Léon Young de Blankenheim (ur. 1837, zm. 1863) – francuski dowódca polskich oddziałów powstańczych, poległ w bitwie pod Brdowem, spoczywa na cmentarzu parafialnym pw. św. Wojciecha w Brdowie.
- Joachim Stefan Bartoszewicz (ur. 1867, zm. 1938) – lekarz, publicysta, jeden z przywódców nurtu narodowego w polskiej polityce okresu międzywojennego, senator I i III kadencji, a także wieloletni prezes Stronnictwa Narodowego. Jego młodszy brat Jan Bartoszewicz był właścicielem majątku Wiecinin w parafii Brdów, a Joachim był jego częstym gościem[31]. Grób rodzinny Bartoszewiczów zachował się w dobrym stanie na miejscowym cmentarzu.

## Współpraca zagraniczna
- Ojrany (Litwa), od 1999 r.[32]